# Villa Kruisdonk
Villa Kruisdonk is een landgoed met landhuis gebouwd in 1880 nabij Rothem, destijds in de gemeente Meerssen, thans in de buurt Nazareth in het noordoosten van de gemeente Maastricht. Het landgoed wordt begrensd door de spoorlijn Maastricht - Aken, de rijksweg A2, de Oude Rijksweg en de weg Kruisdonk. Villa Kruisdonk is een rijksmonument. Het complex is niet voor het publiek toegankelijk. De villa maakt deel uit van het Buitengoed Geul & Maas.

## Geschiedenis
Het huis werd in de tweede helft van de negentiende eeuw gebouwd op de locatie van de voormalige Kruismolen, behorende aan de Proosdij van Meerssen. Omstreeks 1880 werd het huis in eclectische stijl verbouwd in opdracht van Hubert Gérard Louis Regout, oprichter van porseleinfabriek Mosa, en zoon van Sphinx-oprichter Petrus Laurentius Regout. Bij de verbouwing kreeg het huis de naam Kruisdonk. Uit die tijd stammen tevens het koetshuis en de portierswoning. Het koetshuis en de portierswoning tonen kenmerken van de neorenaissance en de chaletstijl.
Het huis bleef tot 1985 eigendom van de familie Regout; sinds de jaren 1990 wordt het bewoond door de familie Mesterom. In 1992-93 werden zowel het landhuis als het koetshuis volledig gerenoveerd. Tegenwoordig zijn in het gebouw verschillende bedrijven gevestigd.
Het park in landschapsstijl is ontworpen door de van oorsprong Duitse tuinarchitect Louis Fuchs. In de jaren 1920 heeft de tuinarchitect P.F. ter Steeg het park onder meer met een vijver aan de oostelijke zijde uitgebreid.

## Beschrijving

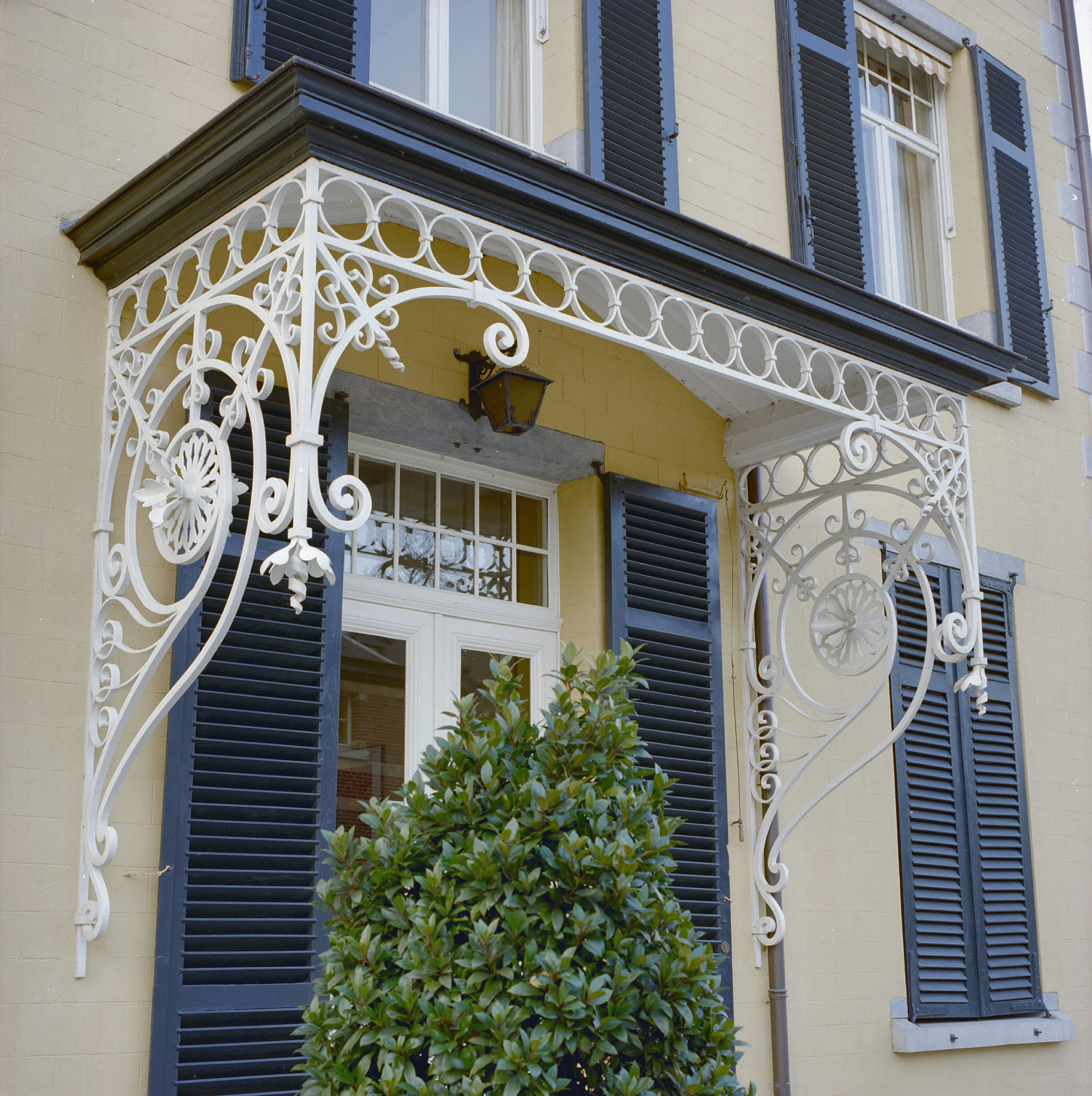
Smeedijzeren baldakijn boven een deur

Het landhuis is gebouwd in eclectische stijl en is gesitueerd in een historisch park in Engelse landschapsstijl. Het huis is dwars op de weg Kruisdonk gesitueerd. De voorgevel is georiënteerd op een thans buiten gebruik zijnde oprijlaan, waarvan het begin gemarkeerd wordt door een smeedijzeren hek tussen twee hekpijlers. De tegenwoordige hoofdtoegang, aan de andere kant van het gebouw, wordt gevormd door hekpijlers met speklagen van baksteen en Limburgse mergel, waarop vazen zijn geplaatst.
De hoofdvorm bestaat uit een rechthoek, met aan elke gevelzijde uitbouwen. De verschillende bouwvolumes van twee of tweeënhalve verdieping worden gedekt door een schilddak, lessenaarsdaken en platte daken, waarop elegant vormgegeven schoorstenen staan. Het huis heeft twee torens, waarvan de rankere, driezijdige toren een uivormige torenspits heeft. De bredere toren heeft een achthoekige vorm en is versierd met Dorische pilasters. Deze toren heeft een verhoogde nok met een bolvormige lantaarn waarop een smeedijzeren windvaan is geplaatst.
Het huis is opgetrokken in geel gesausde mergel is en voorzien van een hardstenen plint en hardstenen dorpels en lateien. De voorgevel is asymmetrisch ingedeeld, met zeven vensterassen. Rechts van het gevelmidden bevindt zich op de begane grond een terras, dat vanuit het huis toegankelijk is via dubbele Louvre-deuren. Daarboven bevindt zich een balkon op twee kolommen, waarop hardstenen vazen zijn geplaatst. Het terras en het balkon zijn voorzien van decoratieve smeedijzeren balustrades. Bijna alle ramen van het pand zijn ingedeeld in T-vormige vensters met tienruits bovenlichten en hebben Louvre-blinden. Naast de achthoekige toren bevindt zich eveneens een terras met natuurstenen hekpijlers en smeedijzeren balustrade.
De oostgevel wordt gedomineerd door een in 1992-93 vernieuwde serre, waarvan de oorspronkelijke smeedijzerconstructie en de decoratieve tegelvloer bewaard zijn gebleven. In de zuidgevel is een rechts van het midden geplaatste entreepartij bewaardgebleven met een giet- en smeedijzeren luifel onder een zinken dakje. Hieronder bevindt zich eveneens een dubbele toegangsdeur met Louvre-blinden.
Het interieur van het landhuis bevindt zich in authentieke staat. Het interieur is zeer rijk uitgevoerd in Empirestijl en is als monument beschermd.

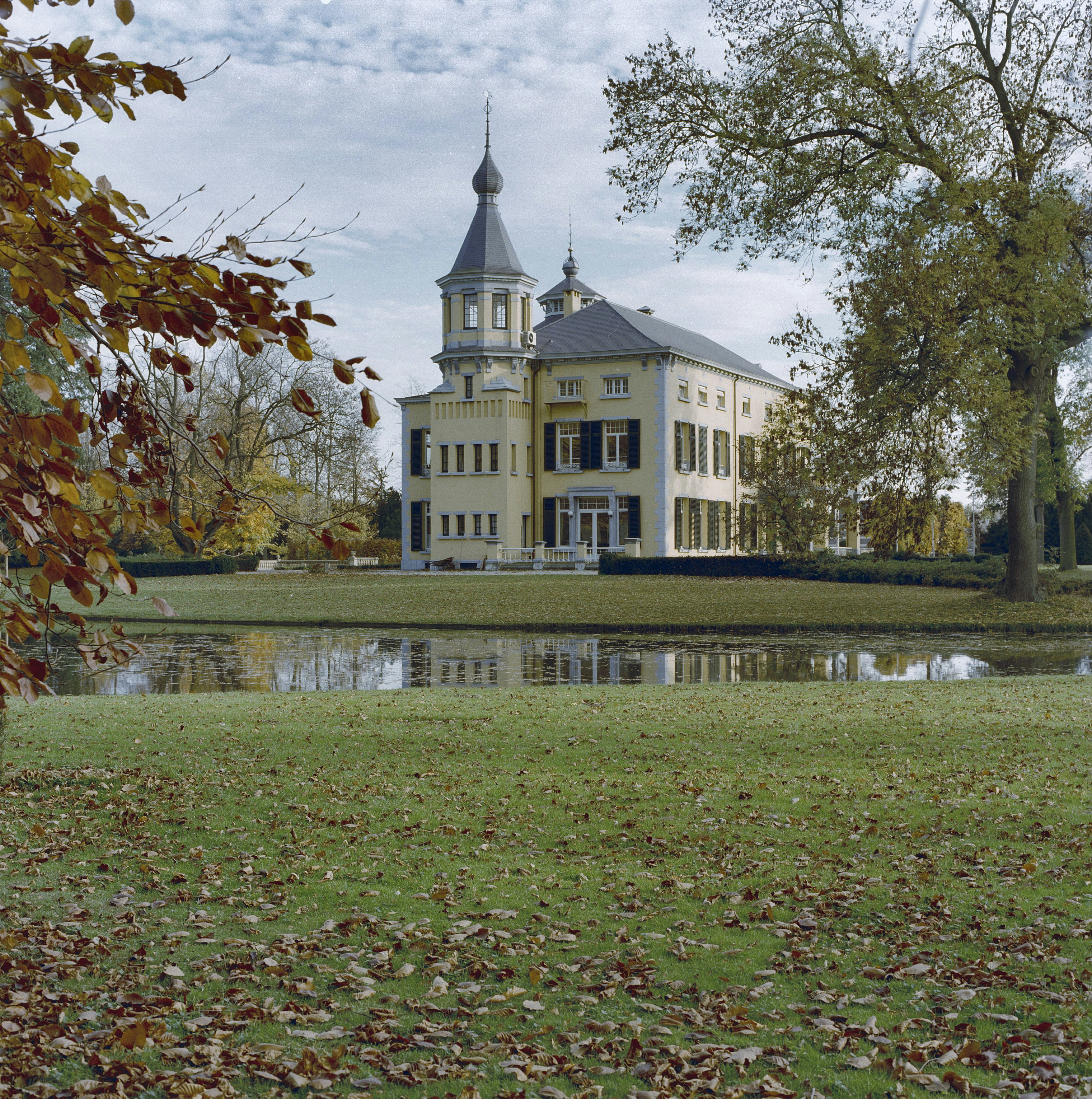
Overzicht landgoed
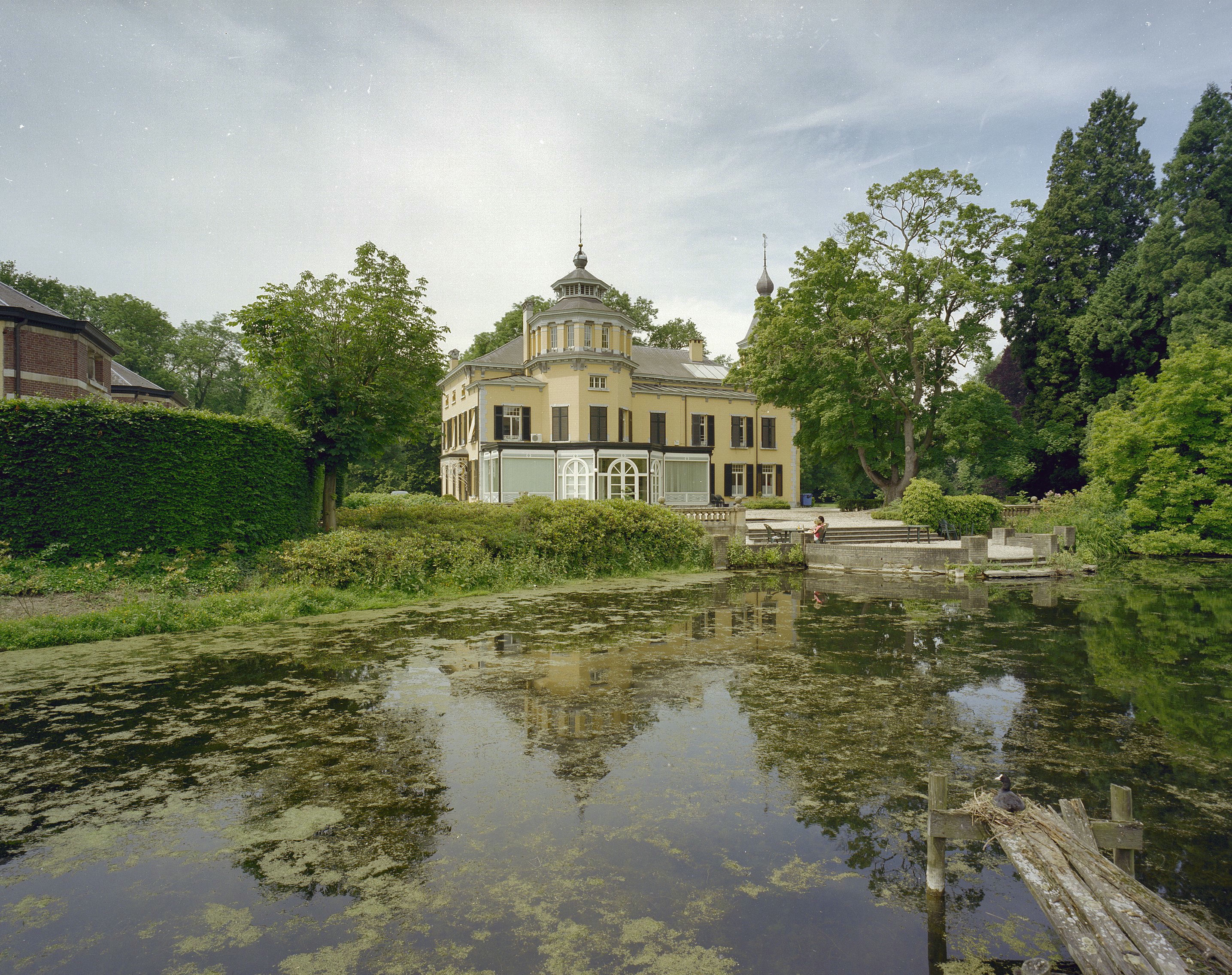
Waterpartij
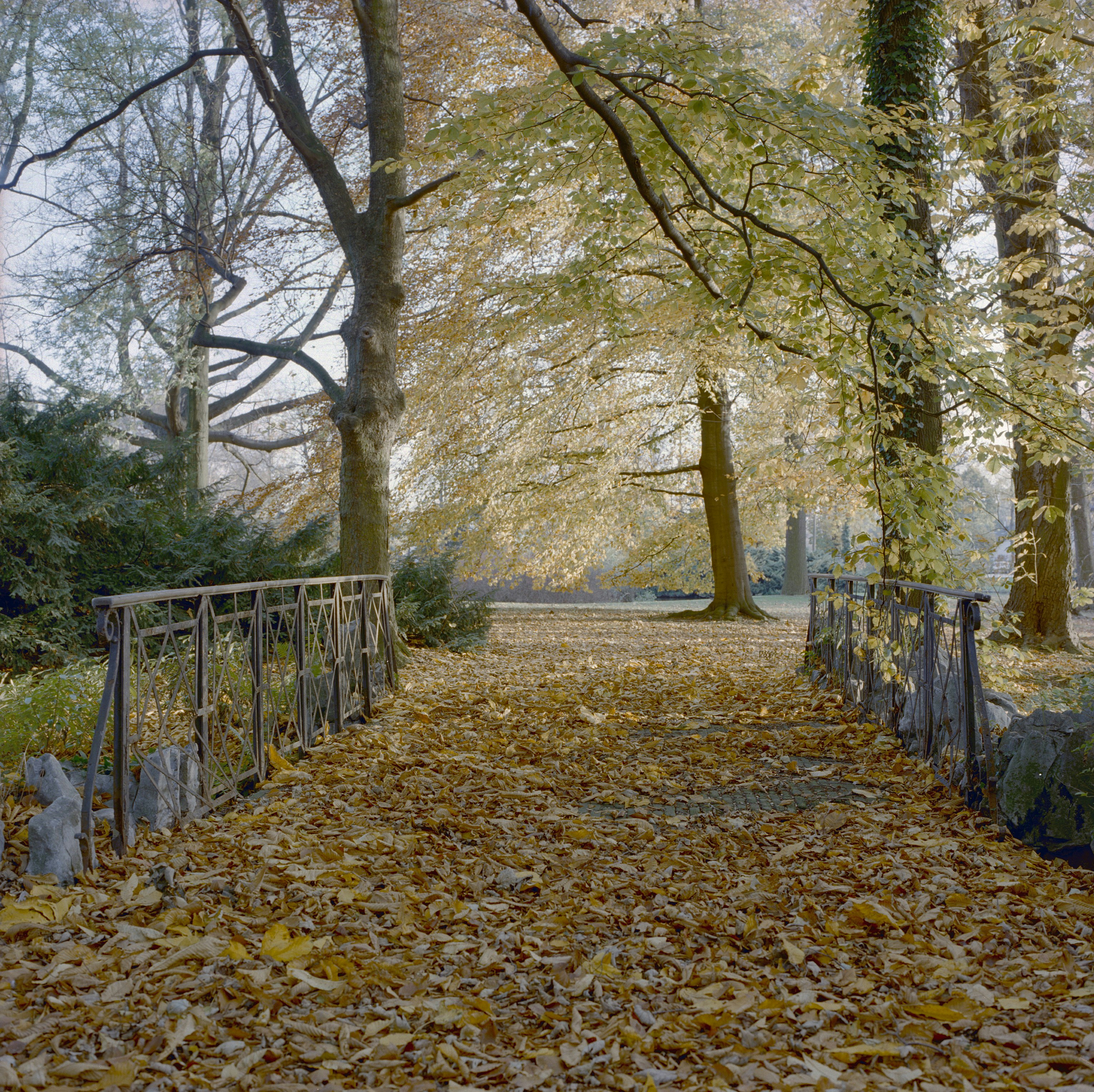
Laan over brug
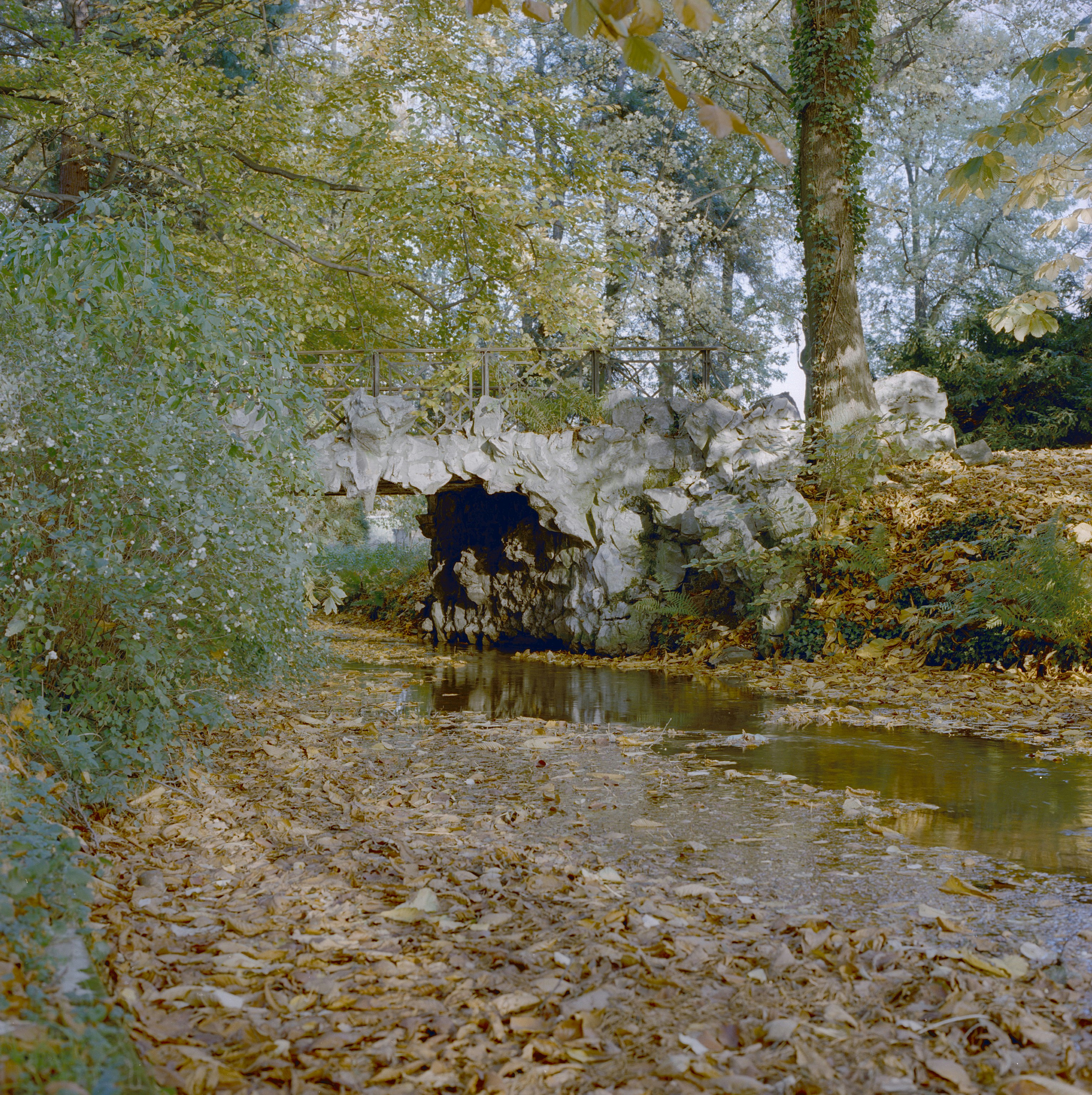
Stenen brug